# ROCK THA TOWN
「ROCK THA TOWN」（ロック ザ タウン）は、ポニーキャニオンから2017年3月29日に発売されたSexy Zoneの13作目のシングル。

## 概要
- 前作「よびすて」から約5ヶ月ぶりのシングルとなる。

- 初回限定盤A・B、通常盤の3種類での発売となり、それぞれ収録曲・ジャケット写真ともに異なる。

## チャート成績
初週に12.0万枚を売り上げ、2017年4月10日付のオリコン週間シングルチャートで1位を獲得した。前作「よびすて」の初週売上を0.5万枚上回り、連続1位獲得作品数を13作に更新した。

## 収録曲

### CD

#### 通常盤
1. ROCK THA TOWN [3:31]
作詞：EMI K.Lynn、作曲：Christofer Erixon/ジョセフ・メリン、編曲：CHOKKAKU
  - Sexy Zone出演 AOKI『フレッシャーズ』CMソング[5]
2. Stand up! Speak out! [4:13]
作詞・作曲・編曲：Tommy & Sammy
  - フジテレビ系『春の高校バレー2017』大会イメージソング
3. Slow Jam [4:31]
作詞：Komei Kobayashi、作曲：Fredrik “Figge”Bostrom/Andreas Oberg、編曲：Fredrik “Figge”Bostrom、ブラスアレンジ：生田真心
4. ROCK THA TOWN -Inst.-
5. Stand up! Speak out! -Inst.-
6. Slow Jam -Inst.-

#### 初回限定盤A
1. ROCK THA TOWN
2. Stand up! Speak out!
3. 君らしくない一日をボクと [4:44]
作詞：三浦徳子、作曲：Fredrik “Figge”Bostrom/川口進、編曲：船山基紀

#### 初回限定盤B
1. ROCK THA TOWN
2. Stand up! Speak out!
3. さあ笑って [4:32]
作詞：miyakei、作曲：DAICHI/KAY、編曲：生田真心

### DVD

#### 初回限定盤A
1. 「ROCK THA TOWN」Music Clip
2. Making of「ROCK THA TOWN」Music Clip in Hawaii
3. Making of Jacket Shooting

#### 初回限定盤B
1. Special Document Movie in Hawaii
2. AOKI フレッシャーズ CM ロングver.